# 현장부재증명
현장부재증명(現場不在證明, 라틴어: alibī 알리비[*] '다른 곳에(서)')은 범죄가 행해진 때에 피고인·피의자가 범죄의 현장 이외의 장소에 있었다는 사실을 주장하여 자신의 무죄를 입증하는 방법이다.
이는 범행의 일시에 현장에 없었다면 그 범죄를 행할 수 없으므로, 그 용의자를 범인으로 단정할 수 없다는 데에 근거한다. 따라서 알리바이를 입증하는 것은 무죄를 증명하는 데 중요한 수단이 된다.
공소장에서 공소사실을 기재할 때는 범죄의 일시·장소·방법을 명시하여 사실을 특정시키도록 규정하고 있는데, 이는 법원의 심판 대상을 명확히 한다는 점과 함께 알리바이 입증 등 피고인의 방어 권리를 보장하기 위한 것이다.

## 미국법
알리바이는 전통적인 변호가 아니며, 피고인에 의해서 입증될 필요가 없는 것이다. 입증 책임은 검사가 합리적 의심을 할 여지가 없을 정도로 범죄의 모든 '요소'를 입증할 것을 요구한다.